# Sierra Gorda (Cile)
Sierra Gorda è un comune del Cile della provincia di Antofagasta nella Regione di Antofagasta. Al censimento del 2002 possedeva una popolazione di 2.356 abitanti.

## Società

### Evoluzione demografica
| Censimento del 1992 | Censimento del 2002 |
| 1.425 ab.           | 2.356 ab.           |